# 262 a. C.
El año 262 a. C. fue un año del calendario romano prejuliano. En el Imperio romano se conocía como el año 492 ab urbe condita.

## Acontecimientos
- Consulados de Lucio Postumio Megelo y Quinto Mamilio Vítulo en la Antigua Roma.[1]
- La Roma asedia la ciudad de Agrigento que Cartago tiene en su poder bajo el mando de Aníbal Giscón. El asedio de Roma implica a ejércitos consulares —un total de cuatro legiones romanas— y tarda varios meses en resolverse. La guarnición de Agrigento consigue pedir refuerzos y una fuerza de alivio cartaginesa comandada por Hannón viene al rescate y destruye la base de suministros romana en Erbeso. A pesar de ello, después de unas pocas escaramuzas, tiene lugar la batalla de Agrigento y es Roma quien la gana, y la ciudad cae. Giscón consigue escapar a Cartago en las últimas etapas de la batalla.
- Después de la pérdida de Agrigento, los cartagineses se retiran para organizar su flota. Mientras tanto, los romanos saquean Agrigento y esclavizan a sus habitantes griegos. Los romanos ahora están decididos a expulsar a los cartagineses de Sicilia.

## Fallecimientos
- Filemón, poeta griego (n. 362 a. C.)